# Казарян, Гайк Мирзаджанович
Гайк Мирзаджанович Казарян (арм. Հայկ Միրզաջանի Ղազարյան) (23 августа 1930, Варденик, Мартунинского района Армянской ССР — 19 августа 2014, Ереван, Армения) — советский и армянский историк, автор многочисленных научных трудов, посвящённых истории социально-экономической жизни, национально-освободительного движения и общественно-политических течений в Армении.

## Биография
Родился в семье Мирзаджана Казаряна. В 1941 году с началом Великой Отечественной войны Мирзаджан был призван в армию, его полк попал в окружение и взят в плен. После войны он как изменник родины был отправлен в ссылку, где скончался, так и не увидев свою семью, а его сына Гайка многие годы преследовало клеймо «сын изменника родины». В 1946 году Гайк окончил среднюю школу и поступил в Армянский педагогический институт им. Х. Абовяна, учился с отличием.
В 1952 году окончил исторический факультет Армянского педагогического института, в 1957 году поступил в аспирантуру Института истории Академии наук Армянской ССР. Работал учителем истории в средних школах села Норатус и города Камо, младшим (1957—1961), старшим (1961—1976) научным сотрудником Института истории АН Арм. ССР, заведующим кафедрой истории СССР (1976—1989) Ереванского государственного университета, одновременно (1980—1984), деканом историко-философского факультета Ереванского государственного университета. В 1990—1991 годах был профессором, а в 1992—1996 годах — заведующим кафедрой истории России Армянского педагогического института. Доктор исторических наук. Соавтор фундаментальных изданий «История армянского народа» (т. IV—V), «История новой армянской литературы» (т. II и III), трёх историко-географических карт Армении. Академик АФ РАЕН (2001).